# Die sechs Schwäne und ihre Schwester

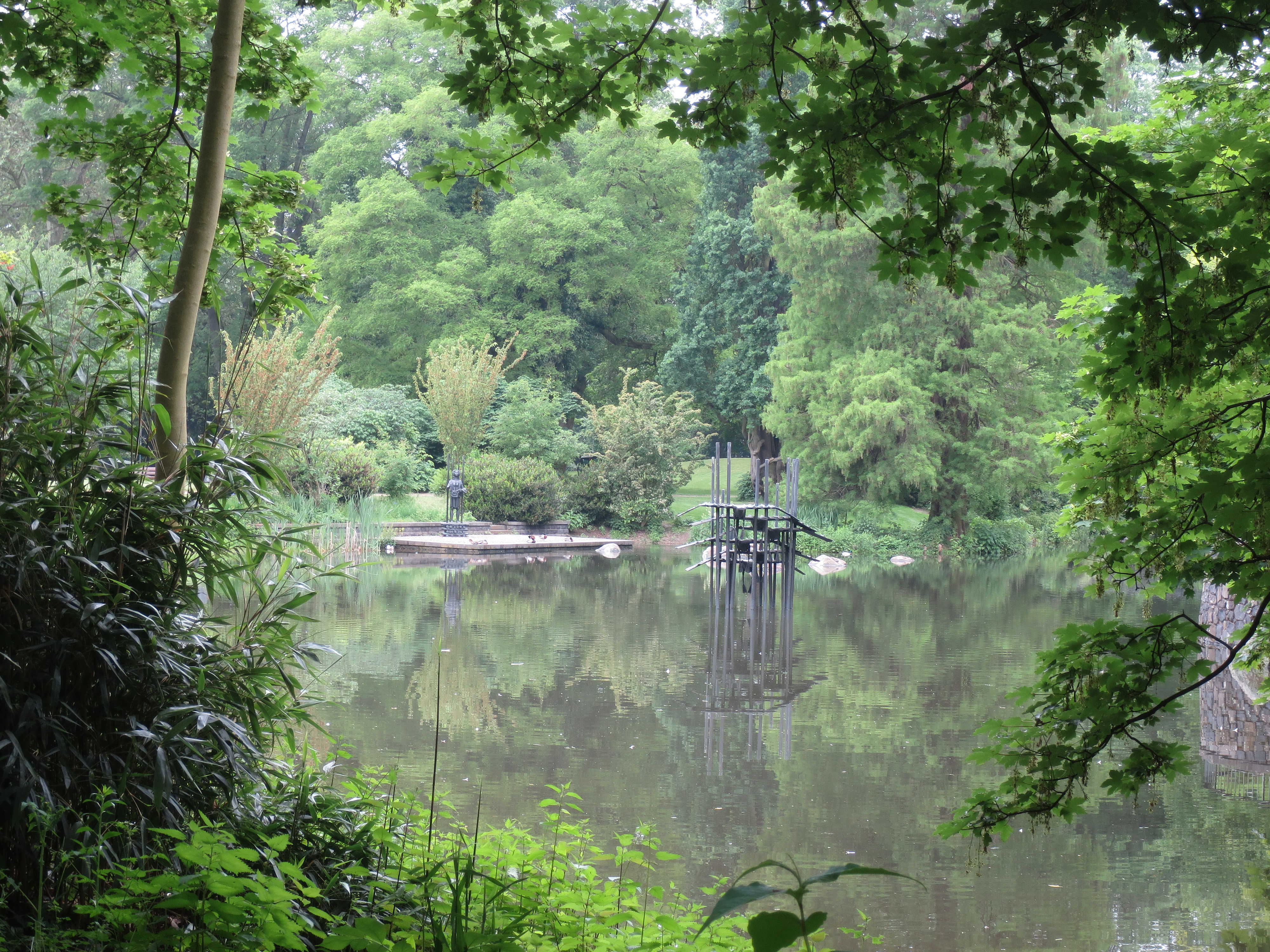

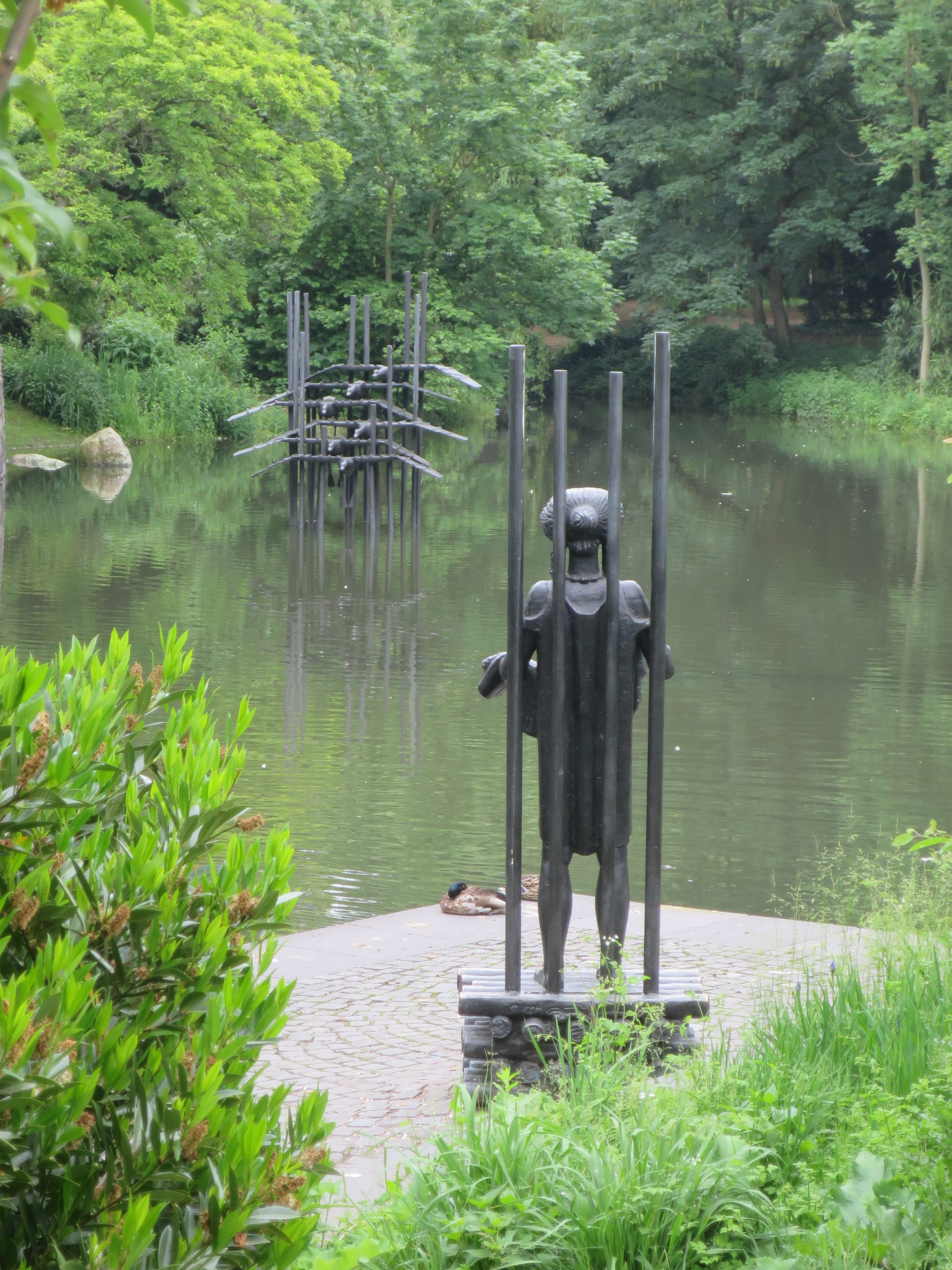

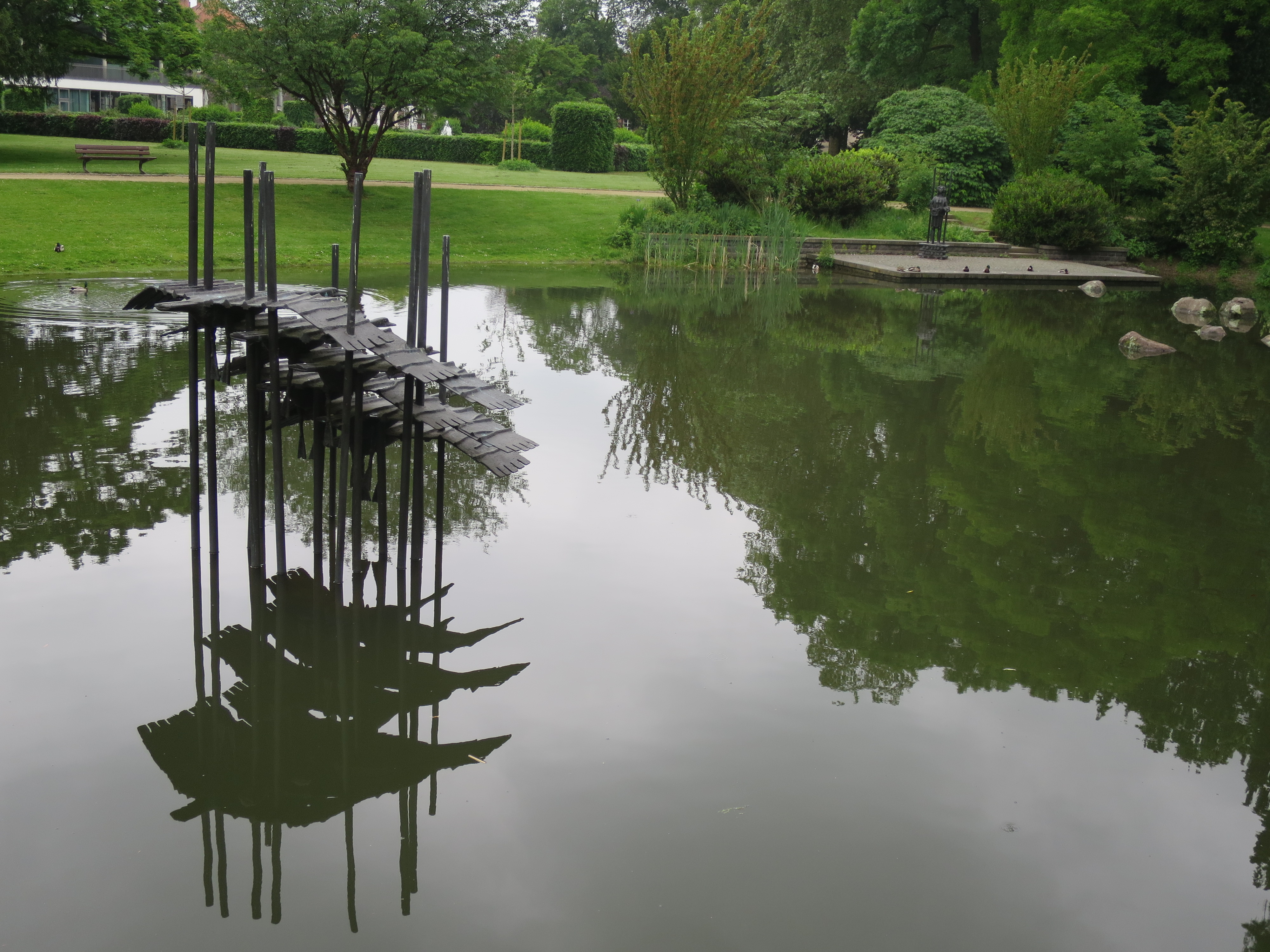

Die Sechs Schwäne und ihre Schwester sind ein Kunstwerk, das aus zwei Bronzeplastiken besteht und von Albrecht Glenz (1907–1990) für den öffentlichen Raum in Hanau geschaffen wurde.

## Form
Die Plastik besteht aus zwei Teilen: Der Gruppe der sechs Schwäne, die sich übereinander gestaffelt präsentieren, als sie durch den Wald – symbolisiert durch die vertikalen Stämme – fliegen. Sie sind dabei auf den zweiten Teil der Plastik, die Schwester ausgerichtet.

## Geschichte
Die Plastik wurde 1980–1984 von Albrecht Glenz geschaffen. Ursprünglicher Aufstellungsort war die Kreuzung zwischen Sternstraße und Hammerstraße, der südwestlichen Ecke des Freiheitsplatzes, (Schwanengruppe) und die Hammerstraße selbst (Schwester), damals zentraler Teil der Fußgängerzone in der Hanauer Innenstadt. Beim Aushub der Fundamentgrube für die Schwanengruppe wurden bei einer archäologischen Notgrabung Produktionsreste der Hanauer Fayencemanufaktur sichergestellt.

Die Wahl des Motivs für die Skulptur war von zwei Faktoren bestimmt: Zum einen ist Hanau der Geburtsort der Brüder Grimm aus deren Sammlung der Kinder- und Hausmärchen auch das Märchen Die sechs Schwäne stammt. Zum anderen ist der Schwan als Helmzier seit der ersten Hälfte des 14. Jahrhunderts Bestandteil des Hanauer Wappens. 
2011 wurde mit einem grundlegenden Umbau der Hanauer Innenstadt begonnen, der vor allem den Freiheitsplatz betraf und dem das Denkmal weichen musste. Als neuer Aufstellungsort wurde der Schlossgarten Hanau gewählt. Hier wurde der zentrale Teich in die Präsentation einbezogen. Während die Schwester am Ufer steht, befinden sich die Schwäne über dem See im Anflug. Seit 2014 ist das Kunstwerk hier zu sehen.

## Inhalt
Die sechs Schwäne werden als Gruppe und in horizontaler Streckung gezeigt. Dargestellt sind sie im Flug durch den Wald, so wie  sie im Märchen auftreten. Die Schwester, auf die sie zu fliegen, wird auf dem Scheiterhaufen gezeigt, von dem ihre sechs Brüder sie gleich retten werden. In Händen hält sie die sechs Hemden aus Sternblumen, die sie in den letzten sechs Jahren genäht hat, um sie den Schwänen zu überreichen und so den Zauber zu brechen.